# Prix Helmut-Käutner
Le prix Helmut-Käutner est une récompense décernée par la ville de Düsseldorf en souvenir du metteur en scène et acteur allemand Helmut Käutner. De 1982 à 1995, le prix a été décerné tous les deux ans et ensuite tous les trois ans. Il est doté de 10 000 € et concerne des personnes qui « par leurs créations, ont significativement influencé et protégé la culture cinématographique allemande, favorisé sa compréhension et sa reconnaissance. ».

## Lauréats
Les lauréats sont  :  
- 1982 : Lotte Eisner (historienne du cinéma)
- 1984 : Wolfgang Staudte (à titre posthume)
- 1986 : Bernhard Wicki
- 1988 : Hilmar Hoffmann et Ulrich Gregor
- 1990 : Wolfgang Kohlhaase
- 1993 : Hildegard Knef
- 1995 : Hanns Eckelkamp, Enno Patalas et Wolf Donner (à titre posthume)
- 1999 : Rudolf Arnheim
- 2001 : Hannelore Hoger
- 2004 : Wim Wenders
- 2007 : Dieter Kosslick
- 2010 : Christoph Schlingensief
- 2013 : Christian Petzold
- 2015 : Ulrich Tukur
- 2017 : Margarethe von Trotta
- 2019 : Caroline Link
- 2022 : Michael Verhoeven